# Alfamén
Alfamén és un municipi d'Aragó situat a la província de Saragossa i enquadrat a la comarca del Camp de Carinyena.